# Карниці (Лобезький повіт)
Карниці (пол. Karnice, нім. Karnitz) — село в Польщі, у гміні Радово-Мале Лобезького повіту Західнопоморського воєводства.
Населення — 182 особи (2011).
У 1975-1998 роках село належало до Щецинського воєводства.

## Демографія
Демографічна структура станом на 31 березня 2011 року:
|          | Загалом | Допрацездатний вік | Працездатний вік | Постпрацездатний вік |
| -------- | ------- | ------------------ | ---------------- | -------------------- |
| Чоловіки | 87      | 18                 | 63               | 6                    |
| Жінки    | 95      | 25                 | 46               | 24                   |
| Разом    | 182     | 43                 | 109              | 30                   |